# ナカヤマミチコ
ナカヤマ ミチコ（1975年1月31日 - ）は、長崎県出身の女優。身長158cm。日本大学短期大学文学科国文専攻卒。アロッタファジャイナ所属。旧芸名は中山 美智子。

## 出演作品

### 舞台
- ナツヨイの恋歌（2004年） - ウイコ 役
- ダンス・ダンス・ベイビーダンス（2004年） - ミオコ 役
- ベジタリアン・サマー（2004年） - ミッチー 役
- わたしは真悟（2004年） - シズカ 役
- 錆びた少女（2006年） - 工場長 役
- 偽伝、樋口一葉（2006年） - 中島歌子 役
- 1999.9年の夏休み（2007年） - 看護婦長 役
- 農業少女（2007年） - 大阪弁の女 役
- スノー・グレーズ（2007年） - マユミ 役
- ゴールデンウィークにお芝居を（2008年）
- ルドンの黙示（2008年） - サワダ 役
- 今日も、ふつう。（2008年） - 島田虹子 役
- 龍を撫でた男（2009年） - 和子 役
- 偽伝、ジャンヌ・ダルク（2009年）
- 溺れる家族（2009年）
- 影のあるオンナ（2009年）
- ヴィヨンの妻（2010年）
- 日本の終わり（2011年）
- 銀河鉄道の夜（2012年）
- 国家〜偽伝、桓武と最澄とその時代〜（2013年）
- 田中くんと猫と毎日のぼく（2013年）
- 被告人〜裁判記録より〜（2013年）

### 映画
- キャンディ（2003年） - 会社員 役
- デスノート（2006年） - 女教祖 役
- 赤い文化住宅の初子（2007年） - 信者 役
- 純喫茶磯辺（2008年） - ウェイトレス 役
- ハッピーフライト（2008年）
- ばかもの（2010年） - 居酒屋の女将 役
- ばしゃ馬さんとビッグマウス（2013年） - 司会者 役

### テレビドラマ
- スパイ道 第1シリーズ 第18話「変型」（2006年）
- ULTRASEVEN X（2007年） - 支配者（グラキエス） 役
- ヒットメーカー 阿久悠物語（2008年） - 阿久悠の母 役
- ケータイ捜査官7 第24話「網島家最大の危機」（2008年）
- 都市伝説セピア（2009年）

### バラエティ
- 生命38億年スペシャル 人間とは何だ 短編ドラマ「まる。」（2004年） - 農民 役

### CM
- ソフトバンクBB（2004年） - 運命の占い師 役
- 資生堂UNO WEBCM「時間足りてる」篇  - 母親 役
- 日本生命 WEBCM「Oh!Amazing Japan」篇  - 母親 役

### ラジオ
- 1999.9年の夏休み（2007年） - 女医・神谷染子 役

### WEB
- 足りない生活（2007年） - 占い師・太木和子 役
- 夏は終わらない!（2007年） - 饅頭女 役